# Mölndals HF
Mölndals HF är en handbollsförening från Mölndal, söder om Göteborg, bildad den 4 februari 1972 då de tre Mölndalsklubbarna Mölndals HK, Trädgårdspojkarnas IF och BK Randi gick ihop.

## Damlaget
BK Randi spelade i damallsvenska serien västra och började spela i damallsvenskan säsongen 1971/1972 då den grundades, men laget kom sist och åkte ur. 1972 skedde sammanslagning av klubbarna och 1973/1974 spelade Mölndals HF i damallsvenskan. Man spelade där i sex säsonger till 1978/1979. Ett år nådde man slutspelet.

## Herrlaget
Mölndals HF:s herrlag slogs 2005 ihop med Göteborgsklubben IK Heim och bildade IK Heim Mölndal. Heim Mölndal spelade (under IK Heims licens) två säsonger i elitserien, 2005/2006 och 2006/2007. 2007 kom man sist och degraderades till Division 1 södra. På grund av klubbens dåliga ekonomi bytte man namn ännu en gång, till Mölndal/Heim HF. Säsongen 2010/2011 försvann "Heim" ur klubbnamnet. Mölndals HF:s herrlag spelade då i Division 2 Västra.
Säsongen 2019/2020 startades ett nytt herrlag i Mölndals HF i division 6 med mål att klättra uppåt i seriesystemet. Laget vann division 6 i överlägsen stil.

## Ungdomsverksamhet
Möndals HF ansvar årligen för ungdomsturneringen Mölndalsspelen.
Klubben har också flera ungdomsspelare som blivit uppkallade till Sverigecupen.